# AGATA (Organisation)
Die Lietuvos gretutinių teisių asociacija (AGATA) ist eine litauische nicht-gewinnorientierte Musikverwertungsgesellschaft mit Sitz in Vilnius. Sie wurde Ende 1999 gegründet und befasst sich mit der Lizenzierung und den Rechten von litauischen Musikverlegern und Künstlern. Seit 2002 ist sie Mitglied der Dachorganisationen AEPO-ARTIS und SCAPR. Außerdem vergibt sie für die IFPI in Litauen die ISR-Codes.
Mit Stand 2024 hat der Verein 13.131 Mitglieder.

## Verwaltung
Die mindestens jährlich stattfindende Mitgliederversammlung trifft wesentliche strategische Entscheidungen. Dazwischen wird der Verein von einem Kollegium bestehend aus jeweils fünf Interpreten und Tonträgerproduzenten geleitet. Dieser wird auf vier Jahre von einer Zusammenkunft zwischen Musikinterpreten und Produzenten gewählt. Vorsitzender ist derzeit Domantas Razauskas. Der aus vier Mitgliedern bestehende Aufsichtsrat ist ebenfalls paritätisch aufgeteilt und wird von der Mitgliederversammlung gewählt. Die Verwaltung des Vereins wird durch den Direktor wahrgenommen.

## Verleihungsgrenzen

### Alben (Streaming)
| Auszeichnung | seit 2023 |
| ------------ | --------- |
| Gold         | 2.500.000 |
| Platin       | 4.000.000 |
| Diamant      | 6.000.000 |

### Singles (Streaming)
| Auszeichnung | seit 2024 |
| ------------ | --------- |
| Gold         | 2.500.000 |
| Platin       | 4.000.000 |
| Diamant      | 6.000.000 |

## Charts
AGATA veröffentlicht wöchentliche Musikcharts für Singles und Alben. Die Charts basieren auf den Daten der wichtigsten Streamingplattformen in Litauen.
- Albumų Top 100 (Top 100 der Alben)
- Singlų Topp 100 (Top 100 der Singles)

## Belege
1. ↑  Juozas Galginaitis, Antje Himmelreich, Ruta Vrubliauskaité: Einführung in das litauische Recht. BWV Verlag, 2010. ISBN 978-3-8305-1776-4 (eingeschränkte Vorschau in der Google-Buchsuche)
2. ↑  National Agency Contacts — International Standard Recording Code. IFPI, abgerufen am 3. Juni 2020.
3. ↑  Jahresbericht 2024. In: agata.lt. Abgerufen am 24. Juni 2025 (litauisch).
4. ↑  Teisinė informacija. In: agata.lt. Abgerufen am 3. Juni 2020 (litauisch).
5. ↑  Lietuvos gretutinių teisių asociacijos įstatai. In: agata.lt. Abgerufen am 3. Juni 2020 (litauisch).
6. ↑  Balandį bus įteikti svarbūs muzikos apdovanojimai: AGATA grąžina "auksinius diskus". In: AGATA. 14. April 2023, abgerufen am 13. Juni 2025 (litauisch).
7. ↑  Beatričė Laurinavičienė: AGATA apdovanojo klausomiausius Lietuvos atlikėjus. In: Verslo žinios. 26. April 2024, abgerufen am 13. Juni 2025 (litauisch).
8. ↑  2020 22-os savaitės klausomiausi (TOP 100). In: agata.lt. 29. Mai 2020, abgerufen am 3. Juni 2020 (litauisch).